# Yevhen Pluzhnik
Yevhén Pávlovych Plúzhnyk (en ucraniano: Євге́н Па́влович Плу́жник; Kantemírovka, Gobernación de Vorónezh, Imperio ruso, 14 de diciembrejul./ 26 de diciembre de 1898greg.  — Solovkí, URSS, 2 de febrero de 1936) fue un poeta, dramaturgo y traductor ucraniano, parte de la generación del Renacimiento fusilado.

## Vida
Plúzhnyk había nacido en la slobodá de Kantemírovka, uyezd de Boguchar, Ucrania Libre, Gobernación de Vorónezh. Su padre era de Poltava.
Plúzhnyk estudió varios años en el gymnasium de Vorónezh, hasta que lo expulsaron por participar en círculos ilegales. Posteriormente continuó sus estudios en Rostov del Don y Bobrov. En 1918, su familia se mudó a la región de Poltava, donde Plúzhnyk trabajó como profesor de Lengua y Literatura.
Estudió en el Instituto Zootécnico de Kiev, donde trabajaba el marido de su hermana. Dejó de estudiar para convertirse en actor. A partir de 1921, Plúzhnyk estudió en el Instituto musical y dramático de Kiev, que llevaba el nombre de Mykola Lysenko, donde enseñaba el famoso profesor Vladímir Sladkopévtsev. A pesar de que sus estudios iban bien, Plúzhnyk tuvo que abandonarlos debido a que enfermó de tuberculosis. A partir de 1924. participó activamente en la organización literaria Lanka [Enlace].
En 1926, la enfermedad de Plúzhnyk empeoró, pero el escritor sobrevivió gracias a su tratamiento médico en Vorzel; continuaba su rehabilitación en Crimea y en el Cáucaso, dos veces al año. A partir de 1923, Plúzhnyk trabajó como traductor y continuó su autoeducación, además de escribir poemas por las noches.
El 4 de diciembre de 1934, Plúzhnyk fue arrestado por el servicio secreto soviético, NKVD, y acusado de participar en una organización terrorista nacionalista. En marzo de 1935, el Colegio Militar externo de la Corte Suprema de la Unión Soviética condenó a Plúzhnyk, Epik, Kulish, Pidmohilni y a otros literatos a ser fusilados. Posteriormente, la sentencia fue conmutada por prisión permanente en Solovkí, donde el poeta murió debido a la tuberculosis. Sus últimas palabras fueron «Я вмиюся, пригадаю Дніпро і вмру» [Me lavaré, recordaré el Dniéper y moriré]. Yevhén Plúzhnyk fue enterrado en el cementerio del campo, su tumba no se conserva.
Plúzhnyk fue rehabilitado en agosto de 1956. Su tumba simbólica está en el cementerio de Baikove, sección n.° 9.

## Actividad literaria
Yevhén Plúzhnyk comenzó a escribir a principios de la década de 1920. Sus primeras obras se publicaron en 1924. Uno de sus promotores fue Yuri Mezhenko, que estimaba el talento de Plúzhnyk y lo invitó a las reuniones de Aspys. La poesía de Plúzhnyk fue muy valorada por Maksym Rylsky, Mikola Zerov y Mykola Bazhán.
Plúzhnyk publicaba sus obras en las revistas Hlobus [El globo], Nova Hromada [La nueva comunidad], Chervony Shliaj [La ruta roja], Zhyttiá y Revoliutsia [La vida y la revolución]. A mediados de la década de 1920, publicó sus primeras colecciones poéticas, Dni [Los días] (1926) y Rannia Osin [El comienzo del otoño] (1927). La poesía de Plúzhnyk tiene un profundo lirismo y dramatismo de los sentimientos, un lenguaje poético magistral.
Yevhén Plúzhnyk participó los grupos literarios Aspys (1923-1924) y Lanka (desde 1926 — MARS). En Lanka se opuso a Todos Osmachka y en la literatura contemporánea Plúzhnyk se oponía a Volodýmyr Sosiura.
Plúzhnyk, junto con V. Atamaniuk y F. Yakuboski trabajó en la Antología de poesía ucraniana (1930-1932).
Tradujo al ucraniano La avenida Nevski y El matrimonio de Gógol, Los aduladores y El ladrón de Chéjov, El Don apacible de Shólojov, Infancia y Adolescencia de Tolstói, y Los Artamónov de Gorki.
Plúzhnyk es autor de la antología poética Rivnovaha [Equilibrio] (1933; publicada en 1948 en Augsburgo y en 1966 en Ucrania); la novela Neduha [Enfermedad] (1928), con título alternativo Siayvo [Resplandor]; las obras de teatro Profesor Sujorab (1929), En el patio de Suburbio  (1929) y Bog (desaparecida). También escribió una obra de teatro en versos, Una trama en Kiev, con los títulos alternativos de Saboteadores y Hermanos; fue puesta en escena por el Teatro Iván Frankó (productor Kost Koshevski) y Les Kurbas.
Pluzhnyk escribió un poema para la historia de Pidmohilni, La Tercera Revolución. Escribió algunos guiones para VUFKU, pero no fueron aceptados. Su destino es desconocido.
Yehén Plúzhnyk y Valerian Pidmohilni escribieron el diccionario Fraseología del lenguaje de los negocios (1926, 1927).

## Familia
En 1923, Yevhén Plúzhnyk se casó con Halina Kovalenko. Kovalenko se mudó en 1943 a Leópolis, luego a Alemania y finalmente a los Estados Unidos. Kovalenko había escrito unas memorias sobre el poeta. Sus hermanas María Yurkova y Taisia Kovalenko, que guardaban documentos de Yevhén Plúzhnyk, promocionaron su rehabilitación y la reedición de sus obras.

## Reconocimientos
- Desde 1992, la Biblioteca del Distrito Central del raión de Shevchenko de la ciudad de Kiev lleva el nombre de Yevhén Plúzhnyk.
- Hay una placa conmemorativa en la casa de la calle Prorizna, n.° 18/1 (distrito de Shevchenko, Kiev), donde vivía Yevhén Plúzhnyk entre 1923-1934 (escultor: O. I. Chobotar, arquitecto: O. K. Stukálov).